# 松山飛機場線
松山飛機場線是一條由臺灣鐵路管理局（台鐵）經營的傳統鐵路支線，路線自松山站分歧後，向北行進至松山飛機場附近的終點站飛機場站。全線於1936年3月30日之前開始營運，1976年起停止營業。

## 路線資料
- 經營管轄：臺灣總督府交通局鐵道部→臺灣鐵路管理局
- 路線距離：松山到飛機場間 1.5 公里
- 軌距：1,067毫米(窄軌)
- 車站數：2（含起訖車站；廢止時數目）
- 雙線區間：無，全線單線
- 電化區間：有（松山到發電所間）
- 開業日期:1936年3月30日
- 停業日期:1976年

## 運行形態
- 已停駛。

## 使用車輛
- 台鐵S200型柴油機車頭
- 台鐵R20.R50機車頭

## 簡介
昔日由松山站越虎林街平交道經南松山至里族（今撫遠街），沿著今日的塔悠路，稱為松山發電所線，以下原為松山飛機場線，於1936年3月30日機場竣工前設置，後遭廢止。1966年5月1日，發電所線名稱取消，改稱飛機場線，自1976年起，該線即停止使用。

## 車站一覽
（包括停駛前已廢站者）
| 車站名稱 （國音電碼） | 停駛時英譯站名      | 營業里程 松山起 | 續接／交會路線及備註                   | 所在地       |
| --------------------- | ------------------- | --------------- | -------------------------------------- | ------------ |
| 松山（ㄙㄥ）          | Sungshan            | 0               | 可接續縱貫線                           | 台北市松山區 |
| 松山發電所            | Sungshan Powerhouse | －              | 位於今公車站牌「南松山（往南）」的位置 | 台北市松山區 |
| 松山飛機場            | Sungshan Airport    | －              | 尚無                                   | 台北市松山區 |

## 備註
1. ↑  實際上公車設有「發電所」這個站牌，不過有些距離

## 外部連結
- 臺北捷運報導－松山區的古往今來2006年4月1日
- 松山飛機場線路線圖 - Google Maps
- 飛行場の測候所: 台灣第一條1067mm電氣化鐵道 （页面存档备份，存于）